# Midsayap
Midsayap è una municipalità di prima classe delle Filippine, situata nella Provincia di Cotabato, nella Regione del Soccsksargen.
Madsayap è formata da 57 baranggay:
- Agriculture
- Anonang
- Arizona
- Bagumba
- Baliki
- Barangay Poblacion 1
- Barangay Poblacion 2
- Barangay Poblacion 3
- Barangay Poblacion 4
- Barangay Poblacion 5
- Barangay Poblacion 6
- Barangay Poblacion 7
- Barangay Poblacion 8
- Bitoka
- Bual Norte
- Bual Sur
- Bulanan Upper
- Central Bulanan
- Central Glad

- Central Katingawan
- Central Labas
- Damatulan
- Ilbocean
- Kadigasan
- Kadingilan
- Kapinpilan
- Kimagango
- Kiwanan
- Kudarangan
- Lagumbingan
- Lomopog
- Lower Glad
- Lower Katingawan
- Macasendeg
- Malamote
- Malingao
- Milaya
- Mudseng

- Nabalawag
- Nalin
- Nes
- Olandang
- Palongoguen
- Patindeguen
- Rangaban
- Sadaan
- Salunayan
- Sambulawan
- San Isidro
- San Pedro
- Santa Cruz
- Tugal
- Tumbras
- Upper Glad I
- Upper Glad II
- Upper Labas
- Villarica